# Храм иконы Божией Матери «Всех скорбящих Радость» (Минск)
Храм иконы Божией Матери «Всех скорбящих Радость» (бел. Храм іконы Божай Маці «Усіх тужлівых Радасць») — приходской храм Минской епархии Белорусской православной церкви, построенный в память о жертвах чернобыльской катастрофы.
Высота храма вместе с крестом — 70 м.
Настоятель с 1991 года — протоиерей Игорь Коростелёв.

## Строения прихода (состав храмового комплекса)
- Соборный храм иконы Божией Матери «Всех скорбящих Радость»
- Крестильная церковь преподобной Евфросинии Полоцкой
- Часовня в честь Святого Духа
- Звонница
- Учебный корпус (включает здания Социальных мастерских, воскресной школы, трапезную)

- Соборный храм иконы "Всех скорбящих Радость"
- Евфросиниевская церковь
- Часовня в честь Святого Духа
- Звонница
- Вид на Евфросиниевскую церковь и учебный корпус

## История прихода
26 апреля 1991 года, в пятую годовщину трагедии на Чернобыльской АЭС, состоялась закладка памятного камня и освящение места, где в память о жертвах чернобыльской катастрофы будет воздвигнут храм иконы Божией Матери «Всех скорбящих Радость». Освящение места основания будущего храма совершил митрополит Минский и Слуцкий Филарет.

В 1991 году приход посетил Патриарх Московский и всея Руси Алексий II. Он благословил прихожан на строительство храмового комплекса и передал в дар приходу икону Пресвятой Богородицы «Всех скорбящих Радость». С 1992 по 1996 годы богослужения в приходе совершались в приспособленной под церковь брезентовой армейской палатке. На том месте, где была алтарная часть церкви-палатки, построена часовня, освящённая в честь Святого Духа.
В 1993 году началось строительство крестильной церкви во имя преподобной Евфросинии, игуменьи Полоцкой, возведение звонницы и здания учебного корпуса.
В 1994 году митрополит Филарет совершил молебен на начало строительства собора в честь иконы Божией Матери «Всех скорбящих Радость» и поместил в его основание специальную капсулу с памятной грамотой.
В 1995 году первую Божественную литургию в Свято-Евфросиниевской церкви совершил Святейший Патриарх Московский и всея Руси Алексий II, который находился в Беларуси с официальным визитом. В 2002 году состоялось третье официальное посещение прихода Патриархом Московский и всея Руси Алексием II. Свято-Евфросиниевская церковь стала первым православным храмом в Минске, возведённым после 1914 года.
В 10-ю годовщину Чернобыльской катастрофы — в апреле 1996 года — при участии гостей из 17 стран мира на церковной территории был заложен «Сад надежды».
В 1997 году было закончено строительство здания учебного корпуса, в 2000 году — здания мастерских и трапезной, в котором разместились воскресная школа, социальные мастерские, сестричество милосердия во имя преподобной Евфросинии Полоцкой, социальная трапезная, молодёжное братство в честь священномученика Владимира Хираско, община мучеников младенцев Вифлеемских (глухих и слабослышащих), Волонтёрский отряд «Элейсон», иконописная, Минское духовное училище (МинДУ), отделение звонарей и катехизаторов при МинДУ, секретариат Союза сестричеств милосердия Белорусской Православной Церкви, Издательство Белорусского Экзархата, Библиотека Белорусского Экзархата, редакция информационного портала sobor.by, Восточно-Европейское бюро телевизионного канала ПТК «Союз», группы анонимных алкоголиков. 
 На втором этаже учебного корпуса расположена домовая церковь в честь святых мучеников младенцев Вифлеемских, где еженедельно совершаются богослужения для глухонемых и слабослышащих.
С 1992 года в колонии строгого режима ИК № 1 священнослужители прихода стали проводить духовные беседы с отбывающими наказание. С 1994 года в ИК № 1 стали регулярно совершать Божественную литургию. В колонии была оборудована домовая церковь, освящённая во имя великомученицы Анастасии Узорешительницы.
В июле 2013 года, определением митрополита Филарета, ныне Почётного Патриаршего Экзарха всея Беларуси, приход получил статус Центра духовного просвещения и социального служения Белорусского Экзархата и стал центром 2-го Минского городского (Радосте-Скорбященского) благочиния.
На базе прихода проходят конференции, семинары, духовно-культурные мероприятия, Советы казачьих атаманов, выставки и презентации.
- Иконостас храма прав.Евфросинии Полоцкой
- Иконостас собора иконы "Всех скорбящих Радость" г. Минска
- Вид на купол и барабан через паникадило
- Роспись купола

## Клир
Послушание настоятеля прихода несёт протоиерей Игорь Коростелёв, хиротонисан 1 ноября 1987 года.
В приходе служат протоиерей Владимир Шичко, протоиерей Александр Пронин, протоиерей Виктор Якушев, протоиерей Алексей Климов, протоиерей Виктор Мельников, протоиерей Евгений Юнес, иерей Сергий Пыск, протодиакон Александр Васильев, протодиакон Ярослав Близнюк, протодиакон Димитрий Романович, диакон Валерий Лосик, диакон Сергий Жевнерович. Священники второго штата — протоиерей Павел Кивович, иерей Дионисий Коростелёв.

## Приходские организации
Воскресная школа начала свою работу в 1991 году. Одна из самых крупных в Белорусской Православной Церкви. Ежегодно обучается от 400 до 600 человек.
Социальные мастерские для людей с ограниченными возможностями созданы в 1997 году, при участии комиссии ЮНЕСКО «Дети в беде». Основаны с целью духовного возрождения и улучшения качества жизни взрослых людей с тяжёлой степенью утраты здоровья. В мастерских трудится 90 человек с особенностями умственного и физического развития. На базе мастерских проводятся обучающие семинары, читаются лекции для студентов ВУЗов, специалистов государственных центров, занимающихся реабилитацией людей с ограниченными возможностями.
Воскресный хор создан в 1992 году Хор является лауреатом различных международных и республиканских фестивалей.
Сестричество милосердия во имя преподобной Евфросинии игуменьи Полоцкой организовано в 1991 году. Осуществляет патронаж инвалидов и престарелых на дому, оказывает физическую и духовную помощь пациентам Протезно-ортопедического госпиталя, детям-инвалидам.
Фонд Центральной библиотеки Белорусского Экзархата составляет порядка 22 тысячи томов. Имеется ряд изданий XIX и начала XX веков. Организован прокат видео- и аудиодисков. На базе библиотеки регулярно проходят конференции и семинары, в том числе международные. Действует методическое объединение библиотекарей «Духовное возрождение общества и православная книга».
Братство во имя священномученика Владимира Хираско основано 1993 году. Братчики окормляют воспитанников детских домов, школ-интернатов, участвуют в акциях Объединения молодёжи Белорусской Православной Церкви, несут различные послушания в приходе.
Иконописная мастерская известна далеко за пределами Беларуси. Иконы, написанные в мастерской находятся в храмах Минска, в других городах Беларуси, а также за пределами страны: в Канаде, Израиле, Германии, Литве, Эстонии, США.
Община мучеников младенцев Вифлеемских действует с 2007 года. Её членами являются глухие и слабослышащие люди. Богослужения в домовом храме учебного корпуса прихода совершаются еженедельно, сопровождаются языком жестов. 
Информационный отдел основан 2004 году. Портал освещает деятельность православных приходов, церковных и общественных организаций. В 2006 году ресурс стал лауреатом конкурса православных Интернет-проектов «Мрежа 2006»].
С 2009 года при приходе действует Восточно-Европейское бюро православного телеканала «СОЮЗ» (Россия). В рамках сотрудничества с ПТК «СОЮЗ» корреспонденты портала еженедельно готовят новостные телесюжеты, освещающие жизнь православных общин Польши, Литвы, Молдовы, Болгарии, Грузии, Сербии, Греции, Кипра, Италии, Австрии, Германии и др. По материалам афонских съёмок порталом выпущен документальный фильм «Дохиар». Обитель Архангелов".
С 2013 года действует видеостудия «Sobor.ТВ», где ведётся производство тематических интернет-программ на духовные и нравственные темы. Героями программ становятся священнослужители, общественные деятели, учёные, врачи и психологи, творческая интеллигенция.

## Святыни прихода
Особо почитаемыми святынями в приходе являются иконы:
- Икона с частицами мощей преподобной Евфросинии игуменьи Полоцкой.
- Икона святых Оптинских старцев.
- Икона святителя Иоанна Шанхайского и Сан-Францисского.
- Икона праведного Иоанна Кормянского.
- Особо почитается икона Владимирской Божией Матери, на тыльной стороне которой имеется дореволюционная надпись о том, что это чудотворная икона, которая помогает в строительстве.
- Особо почитается иконa Иоанна Крестителя, которая обновилась на глазах прихода.

В приходе находится ковчег с частицей мощей святого мученика Вонифатия Римского.
В соборе находятся два уникальных мощевика с более чем 40 частицами мощей святых угодников и частицей животворящего Древа Креста Господня, а также частица гроба Пресвятой Богородицы:
- Мощевик с частицами пяти святых:

Святые мученики Косма и Дамиан Римские, Архиепископ Лука Крымский (Войно-Ясенецкий), преп. Агапит Печерский.
- Мощевик с более 40 частицами мощей святых и частицей животворящего Древа Креста Господня, а также частица гроба Пресвятой Богородицы:

Част. животвор. Древа Креста Господня, св. апост. Андрей первозванный, св. апост. Иуда брат Господен, св. апост. Тимофей, св. муч Гавриил Белостокский, св. преп. кн. Евфросиния Полоцкая, св. преп. Антоний Великий, святитель Лазарь четверодневный, св. Филарет милостивый, святитель Иоанн Шанхайский, св. муч. Трифон, св. вел. муч-ца Параскева Пятница, св. муч. Адриан, св. муч-ца Христина, св. муч. Вонифатий, св. вел. муч. Димитрий Солунский, св. преп. Сергей Радонежский, св. правед. Фёдор Ушаков, священномуч. Владимир, св. преп. Александра Дивеевская, св. преп. Елена Дивеевская, св. преп. Марфа Дивеевская, св. преп. Евсевий Воронежский, св. преп. Антоний Воронежский, св. преп. Герман Зосимоский, св. преп. отцы в Синае и Раифе избиенные, святитель Феофан Затворник, святитель Игнатий Брянчанинов, святитель Филареть Московский, св. преп. Кукша Одесский, святитель Ириней Лионский, святитель Никифор Цареградский, св. преп. Георгий Задонский, святитель Тихон Задонский, св. преп. Георгий Хозевит, св. преп. Амфилохий Почаевский, святитель Иоанн Златоуст, св. преп. Максим Грек, св. преп. Антоний Римлянин, св. преп. Фёдор Санаксарский, св. муч. Феликс Римлянин.
- Евфросиния-Полоцкая
- Святитель Иоанн Шанхайский и Сан-Францисский
- Частица мощей в серебряном ковчеге в форме десницы святого мученика Вонифатия
- Икона святого Иоанна Предтечи
- Икона Владимирской Божией Матери
- Мощевик с частицами мощей пяти святых
- Мощевик с частицами пяти святых (крупный план)
- Мощевик с частицами мощей святых
- Мощевик с частицами мощей святых (крупный план)

## Публикации в СМИ о приходе
- Программа «Існасць» 20.05.2017 г. (телеканал «Беларусь 1»)
- Программа «Існасць» 01.04.2017 г. (телеканал «Беларусь 1»)
- Программа «Дыяблог» «Про вечное» 07.04.2017 г. (телеканал «Беларусь 3»)
- «Минские храмы с высоты» 07.11.2017 г. (TUT.by)
- «Как минчане освящали куличи» 16.04.2017 г. (TUT, by)[4]
- Программа «Сила веры»" 10.03.2016 г. (телеканал «Беларусь 3»)
- Репортаж БЕЛТА из Социальных мастерских «Кто и как создаёт пасхальное настроение» 23.04.2016 г.
- Программа «По духовному призванию» 11.01.2015 г. (телеканал «ОНТ»)
- «Время и место надежды» 05.11.2015 г. (газета «Беларусь Сегодня»)
- Программа «Існасць» 09.11.2011 г. (телеканал «Беларусь 1»)
- Программа «Церковь и мир» 24.04.2010 г. (телеканал «Россия 1»)
- Программа «Церковь и мир» 26.06.2010 г. (телеканал «Россия 1»)
- Программа «Існасць» 27.11.2010 г. (телеканал «Беларусь 1»)
- Журнал о православной жизни «Нескучный сад» (Россия) № 5-6 2007 г. «Мастерские спасения»
- Приход иконы Божией Матери «Всех скорбящих Радость». Облёт на квадрокоптере 14.11.2019 г. (hata.by)https://www.youtube.com/watch?v=LxYEO6aH_A4
- Цикл программ «Лица церкви», https://jesus-portal.ru/life/video/lica-cerkvi/gospod-spasaet-tonuschikh-protoierey-igor-korostelev/

Доехать до прихода храма иконы Божией Матери «Всех скорбящих Радость» от железнодорожного вокзала и автовокзала в г. Минске можно на троллейбусе № 44 до остановки «Петра Глебки» или на метро до станции «Спортивная», а дальше пройти пешком или проехать одну остановку на любом троллейбусе или автобусе до остановки «Петра Глебки».